# ウィンターガーデン
『ウィンターガーデン』は、日本のアニメ作品、およびコゲどんぼによる漫画作品。
2007年6月時点における『デ・ジ・キャラット』シリーズの最新作である。これまでのシリーズとは全く違う趣の異なる恋愛作品として、2006年8月に開催されたTBSアニメフェスタ'06にて発表され、同イベントにて前編が上映された。

## 概要

### テレビアニメ
前後編で構成され、『ローゼンメイデン オーベルテューレ』と合わせてTBSで2006年12月22日深夜に前編が、翌23日深夜に後編が放送された。BS-iでも同年12月27日と2007年1月3日に放送された。
TBSでのオンエアでは、4:3 比率でトリミングされていた。BS-iオンエアではトリミングはなかったが予告部分はフェードアウト。
これまでのシリーズから約10年後が舞台と設定され、これまでのシリーズの監督も手掛けた桜井弘明曰く「今までのシリーズとは全く違うものにすることを大前提」とした作品となっており、桜井を除いて主だったスタッフが一新しているほか、制作会社がマッドハウスからJ.C.STAFFへと変更になっている。
アニメフェスタでの前編の上映は、事前情報なし、入場時に配布されるパンフレットにも記載せず終演後に別紙で配布、上映前の解説もなしという、周到なサプライズ発表だった。上映された本編中でも、シリーズでおなじみのでじこの「にょ」やぷちこの「にゅ」といった口調はなく、主要キャラクターの名前さえも前編のエンドクレジットまで登場しなかった。また、エンドクレジットのキャラクター名でもキャラクターの本名までは出ず、これまでの「デ・ジ・キャラット」シリーズのキャラクターと同一のキャラクターであるかどうかは明示されなかった。前編ではシリーズ特有の表現手法が排斥されているが、シリーズの一遍と公表後の後編ではこの制約がなくなり、それらの表現手法が「復活」している。
2006年9月13日に行われたTVアニメ『ギャラクシーエンジェる〜ん』製作発表会にて、アニメフェスタに先駆けること1カ月前、アメリカでプロモが公開されていたことが発表された。

### 漫画
漫画版がソフトバンククリエイティブ発行の「コミデジ+」Vol.5（2006年12月21日発売）とVol.6（2007年2月21日発売）に連載された。作者はアニメのキャラクター原案者であるコゲどんぼ。アニメと同様の前後編集中連載が行われた。
アニメ版とほぼ同一のストーリーが展開されており、作者であるコゲどんぼの表記に付随して「ウィンターガーデン製作委員会」の文字が入れられている。

### インターネットラジオ
インターネットラジオ番組『でじこのへや for ウィンターガーデン』が2007年3月23日から5月4日まで音泉にて配信された。
- パーソナリティ：真田アサミ（デ・ジ・キャラット役）

## 物語
デ・ジ・キャラット（でじこ）と役者志望の青年・仙波拓郎とのラブストーリー。
バイト先のケーキ屋からの帰り道、寄り道をした公園から慌てて帰ろうとした際、バイト先の店長から貰ったクリスマスケーキを落としてしまう所から物語が始まる。

## 主なキャラクター
主要キャラの過去に関しては『デ・ジ・キャラット#登場人物』で解説し、この項ではこの作品での設定を紹介する。
デ・ジ・キャラット
声 - 真田アサミ
当作品における年齢と本名は不詳。通称でじこ。ケーキ屋のアルバイトで生計を立てており、妹分のプチ・キャラットとアパートで二人暮らし。ウィンターガーデンでの実家は旅館。当人達的にも世間体的にもプチ・キャラットとは実の姉妹として生活している模様。本作では人当たりがよいがちょっと抜けているところがある普通の女の子らしい性格になっている。恋愛経験もなく、照れるとやや挙動不審になるところがある。仕事帰りにふとしたことがきっかけで出会った青年・仙波拓郎に恋心を抱く。その後も拓郎とは何度も出会い、やがてデートに至る。
プチ・キャラット
声 - 沢城みゆき
デ・ジ・キャラットの妹分で年齢と本名は不詳。通称ぷちこ。なお、物語中では高校生でソフトボール部所属であったが、軽音楽部に移籍する為アルバイトを始める。漫画を描くのも得意。しっかり者だがさばさばした性格ででじこをからかうのが趣味。ただし、自分の話になるとてんでダメになる。デ・ジ・キャラットと拓郎の恋愛関係に深く関心を抱き、その後押しをする。
仙波拓郎（せんば たくろう）
声 - 入野自由
役者志望の青年で、普段は内装業のアルバイトで生計を立てている。住むアパートには自分の夢を応援している愛子が入り浸っている。ふとしたことでデ・ジ・キャラットと知り合い、やがて恋心を抱くに至る。
愛子（あいこ）
声 - ささきのぞみ
一人暮らししている拓郎のアパートに入り浸っている。拓郎の妹。役者になる拓郎の夢を応援している。普段何をしているかは不明。
ラ・ビ・アン・ローズ
声 - 氷上恭子
よくドラマに出ている有名な女優で年齢と本名は不詳。デ・ジ・キャラットとの面識はない模様。ピンクとウサミミには目がない。容姿は「デ・ジ・キャラットにょ」の「大人ラビアン」風の出で立ちである。

## 補足
本作はこれまでの『デ・ジ・キャラット』シリーズの10年後の話となっているが、スター・システム的にストーリー上での有機的な関連はほとんど認められず、各キャラクターの設定は従来のシリーズから大幅に異なり、SF・ファンタジー要素を排したリアルな人物描写となっている。本名も明らかでないためこれまでの「デ・ジ・キャラット」シリーズと同一のキャラクターであるかどうかも不明である。以下は主な相違点など。
- でじことぷちこのセリフに「にょ」や「にゅ」など特徴がある語尾はなく、目からビームを出す描写もない。
- でじこの性格が別人と言っていいほど変わっている。毒舌な所は全く見られない。ただ迂闊者という所は残されている。

また王女様という設定が不明瞭になり、でじこの母は地方で旅館を経営している。
- 衣装はごく普通の服装になっているが、でじこのケーキ屋の衣装やぷちこのセーラー服、髪飾りなどに面影は残っている。
- ゲマやほっけみりんなどのマスコット的なキャラクターも登場せず、端のもの、アクセサリーなどに変わっている。
- でじことうさだに面識がない。

また、本作は東京都国立市周辺が舞台となっており、その他にも江ノ島や世田谷美術館など、実在する場所を多く使用している。ぷちこのアルバイト先であるマクドナルドも番組スポンサーではなかったものの実名で登場し、制服やバックヤードの設備、メニュー名なども実物に忠実に再現されている。

## スタッフ
- 原作 - ブロッコリー
- 監督・脚本・絵コンテ・演出 - 桜井弘明
- キャラクター原案 - コゲどんぼ
- キャラクターデザイン - 長谷川眞也
- 作画監督 - 長谷川眞也（前編）、大木良一（後編）
- 総作画監督 - 長谷川眞也（後編）
- 美術監督 - 小林七郎（前編）、白石誠（後編）
- 色彩設計 - 内田亜希子
- 撮影監督 - 大村創、中西智一
- 編集 - 西山茂
- 音楽 - インスタントシトロン（片岡知子+長瀬五郎）
- 音響監督 - なかのとおる
- 音響制作 - HALF H・P STUDIO
- プロデューサー - 高野貴志、中村伸一、鈴木哲史
- アニメーション制作プロデューサー - 松倉友二
- アニメーション制作 - J.C.STAFF
- 製作協力 - ポニーキャニオン、ブロッコリー
- 製作 - ウィンターガーデン製作委員会

## 主題歌
オープニングテーマ「Forget-me-not」
作詞 - 片岡知子 / 作曲 - 長瀬五郎 / 編曲 - instant cytron / 歌 - 佐藤ひろ美
エンディングテーマ「ウインター・ガーデン」
作詞 - 三浦徳子 / 作曲 - 小田裕一郎 / 編曲 - instant cytron / 歌 - 真田アサミ
- 松田聖子のカバー曲であり、桜井がこの作品のプロットを固めるきっかけとなった。桜井自身もベーシストとして参加している。松田聖子の原曲は「ウィンター・ガーデン」だが、この曲は「ウインター・ガーデン」になっている。

挿入歌「le petit jardin（プティ・ジャルダン）」（後編）
作詞・作曲 - 片岡知子 / 編曲 - instant cytron / 歌 - プチ・キャラット（沢城みゆき） b-fairy records

## 関連商品

### CD
- Winter Garden Sound Complete（2006年12月22日発売、規格番号BRCF-3079）

### DVD
- ウィンターガーデン（2007年4月18日発売、規格番号PCBG-51066）